# Чэнь Цзиньцзе, Тереза
 Тереза Чэнь Цзиньцзе (кит. 陈金婕德兰, 1875, Фэнь, провинция Хэбэй, Китай — 5 июля 1900, Цао, провинция Хэбэй, Китай) — святая Римско-Католической Церкви, мученица.

## Биография
Тереза Чэнь Цзиньцзе родилась в 1875 году в селе Фэнь провинции Хэбэй в католической семье.
В 1899—1900 гг. в Китае во время Ихэтуаньского восстания жестоко преследовались христиане. 5 июля 1900 года Тереза Чэнь Цзиньцзе вместе с группой родственников из десяти человек арендовала автомобиль и бежала в соседний город, чтобы скрыться от преследований боксёров. По дороге машина была задержана возле села Цао повстанцами, которые приказали беглецам выйти из автомобиля. Повстанцы сразу же убили водителя машины и мать Терезы, а двум мальчикам в возрасте 12 и 17 лет отрубили головы. Остальным беглецам, кроме Терезы Чэнь Цзиньцзе и её сестры, удалось бежать. Повстанцы хотели забрать с собой Терезу Чэнь Цзиньцзе и её младшую сестру Розу Чэнь Айцзе, но девушки упирались и тогда один из боксёров ударом ножом убил Терезу Чэнь Цзиньцзе и ранил её сестру.

## Прославление
Тереза Чэнь Чзиньцзе была беатифицирована 17 апреля 1955 года Римским Папой Пием XII и канонизирована 1 октября 2000 года Римским Папой Иоанном Павлом II вместе с группой 120 китайских мучеников.
День памяти в Католической Церкви — 9 июля.

## Источник
- George G. Christian OP, Augustine Zhao Rong and Companions, Martyrs of China, 2005, стр. 97 (недоступная ссылка) (англ.)